# Peter Zwart (kunstenaar)
Pieter Willem Zwart, (Schoten, 20 november 1911 – Laren, 18 september 2000), was een Nederlands kunstschilder, beeldhouwer, tekenaar en decorontwerper. Hij signeerde zijn werk tot ongeveer 1951 met zijn doopnaam Pieter Willem Zwart. Na 1951 noemde hij zich Peter Zwart.
Peter Zwart studeerde na de grafische school aan het Instituut voor tekenleraren in Amsterdam. Na een aantal jaren geneeskunde te hebben gestudeerd volgde hij de opleidingen tot tekenleraar en beeldhouwer aan de Rijksacademie voor Beeldende Kunsten in Amsterdam. Na het volgen van lessen bij Artistide Maillol en reisde hij door Frankrijk, Griekenland, Italië en Noord-Afrika. In 1935 vestigde Zwart zich in het Gooi als vrij kunstenaar. In de oorlogsjaren was hij met zijn vrouw actief in het verzet. Zo was onder meer als tekenaar verbonden aan het illegale blad Tijding dat in Laren verscheen. Om tewerkstelling in Duitsland te voorkomen dook hij onder. 
Na de oorlog kreeg hij steun in de vorm van opdrachten van het echtpaar Singer en Jasper Buurke, de eigenaar van Hotel Hamdorff, Gooiland en de Hoge Vuursche. In 1948 was Zwart mede-oprichter van de Gooise modeltekenclub Hamdorff, de latere Gooische Academie voor Beeldende Kunsten. In deze periode legde hij zich meer toe op de schilderkunst en gaf daarnaast in zijn atelier teken- en beeldhouwlessen. Onderwerpen van zijn werk waren stadsgezichten en figuurvoorstellingen. Verder ontwierp hij interieurs, glas-in-loodramen en restaureerde hij schilderijen en interieurs.  
Tussen 1949 - 1950 werkte Peter Zwart als freelance decorontwerper aan de poppenanimatiefilm Kermesse Fantastique van Joop Geesinks Studio Dollywood.
Van 1951 tot 1977 werkte hij als decorontwerper, afdelingshoofd Ontwerp NTS/NOS en onderzoeker kleurentelevisie bij de NTS/NOS en Philips. In deze tijd werkte hij samen met mensen als Willy van Hemert, Walter van der Kamp en Jos van der Valk. Als eerste en lange tijd enige decorontwerper bij de televisie kreeg hij landelijke bekendheid in de jaren vijftig. Zijn experimenten met kleurencamera's in de jaren zestig zouden leiden tot een kleurenschaal en een mengsysteem voor verf. Zwart kreeg daarvoor een Koninklijke onderscheiding.
Na zijn pensionering gaf Zwart nog les aan de Rijksacademie en privé-lessen schilderen, beeldhouwen en illustreren. In 1987 werd in Eemnes een verzetsmonument van zijn hand geplaatst. Ook ontwierp hij glas-in-loodramen voor een kerk in Laren en schilderde in opdracht portretten in zijn atelier aan het Rozenlaantje in Laren. In 1996 was zijn laatste expositie te zien in restaurant Mauve in Laren. Zijn archief met decorontwerpen, grafisch ontwerpen, storyboards, correspondentie, foto's, knipsels en materialen worden beheerd bij het Nederlands Instituut voor Beeld en Geluid.
- RKD-Nederlands Instituut voor Kunstgeschiedenis: 86726